# Tanzoppia triseta
Tanzoppia triseta är en kvalsterart som beskrevs av Sandór Mahunka 1988. Tanzoppia triseta ingår i släktet Tanzoppia och familjen Oppiidae. Inga underarter finns listade i Catalogue of Life.